# Ђавато (Богданци)
Ђавато (мкд. Ѓавато) је насеље у Северној Македонији, у јужном делу државе. Ђавато је насеље у оквиру општине Богданци.

## Географија
Ђавато је смештено у јужном делу Северне Македоније. Од најближег града, Богданаца, село је удаљено 5 km западно.
Село Ђавато се налази у историјској области Бојмија. Село је на стрмој обали Вардара, на приближно 50 метара надморске висине. Источно од села се издиже горје.
Месна клима је измењена континентална са значајним утицајем Егејског мора (жарка лета).

## Становништво
Ђавато је према последњем попису из 2021. године имало 389 становника.
| Национални састав према попису из 2021.‍ | Национални састав према попису из 2021.‍ | Национални састав према попису из 2021.‍ | Национални састав према попису из 2021.‍ | Национални састав према попису из 2021.‍ |
| --------------------------------------- | --------------------------------------- | --------------------------------------- | --------------------------------------- | --------------------------------------- |
|                                         |                                         |                                         |                                         |                                         |
| Македонци                               | Македонци                               |                                         | 350                                     | 89,9%                                   |
| Срби                                    | Срби                                    |                                         | 14                                      | 3,6%                                    |
| Турци                                   | Турци                                   |                                         | 8                                       | 2,1%                                    |

Претежна вероисповест месног становништва је православље.